# Епархия Юга
Епа́рхия Да́лласа и Ю́га (англ. Diocese of the South, Да́лласская и Ю́жная епархия) — епархия Православной Церкви в Америке на территории штатов Алабама, Арканзас, Флорида, Джорджия, Кентукки, Луизиана, Миссисипи, Северная и Южная Каролина, Нью-Мексико, Оклахома, Теннесси, Техас и Вирджиния.
Кафедральный город — Даллас. Кафедральный собор — Серафимовский.

## История
Учреждена в составе Православной Церкви в Америке в 1978 году. Её территория простиралась на 14 южных штатов США. Во время основания, новая епархия состояла из нескольких храмов в штатах Флорида и Техас, а также из горстки миссий. Под водительством архиепископа Димитрия (Ройстера) она являлась одной из самых активно развивающихся епархий Православной Церкви в Америке.
На 2012 год включала 82 приходов и миссий, объединённых в 6 благочиний, а также 3 монастыря.

## Епископы
- Димитрий (Ройстер) (1 июля 1978 — 31 марта 2009)
- Иона (Паффхаузен) (31 марта 2009 — 24 февраля 2011) в/у, архиеп. Вашингтонский, митр. всея Америки и Канады
- Никон (Лайолин) (24 февраля 2011 — 18 марта 2015) в/у, архиеп. Бостонский
- Тихон (Моллард) (18 марта 2015 — 29 марта 2016) в/у, митрополит всей Америки и Канады
- Александр (Голицын) (с 29 марта 2016)

## Благочиния
- Аппалачское
- Каролины
- Центральной Флориды
- Южно-центральное
- Юго-восточный
- Южной Флориды

## Монастыри
- Михайло-Архангеловский монастырь (мужской; округ Рио-Ариба, Нью-Мексико)
- Христо-Рождественский монастырь (женский; Кемп, Техас)
- Марфо-Мариинский монастырь (женский; Wagener, Южная Каролина)

На территории епархии также находится ставропигиальный Покровский монастырь в местности Weaverville, штат Калифорния, принятый из унии в 2003 году.